# Xenuraega ptilocera
Xenuraega ptilocera là một loài chân đều trong họ Aegidae. Loài này được Tattersall miêu tả khoa học năm 1909.